# Gabrielle (prénom)
Pour les articles homonymes, voir Gabrielle.
Gabrielle est un prénom féminin. Il signifie « force de Dieu » en hébraïque (en hébreu : גַּבְרִיאֵל [ġabrīēl]). Son équivalent masculin est Gabriel.

## Fête usuelle
Le 31 août : sainte Gabrielle Andronin

## Autre fête
Le 26 juin : Gabrielle Fontaine, religieuse.
Le 29 septembre : saint Gabrielle, Gabriel, Michelle, Michel, Raphaëlle, Raphaël

## Dans d'autres langues
- arabe : Djibrila ;
- basque : Gabriela ;
- espagnol : Gabriela ;
- italien : Gabriella ;
- occitan : Gabrièla ou Grabièla ;
- poitevin : Gabriale.